# Dobreanka, Vilșanka
Dobreanka (în ucraineană Добрянка) este o comună în raionul Vilșanka, regiunea Kirovohrad, Ucraina, formată numai din satul de reședință.

## Demografie
Componența lingvistică a comunei Dobreanka
     Ucraineană (91,35%)
     Română (4,9%)
     Rusă (2,6%)
     Alte limbi (0,31%)
Conform recensământului din 2001, majoritatea populației comunei Dobreanka era vorbitoare de ucraineană (91,35%), existând în minoritate și vorbitori de română (4,9%) și rusă (2,6%).

## Personalități
- Vasile Damaschin (1903-1967) - partizan și om de stat sovietic